# 16e division SS Reichsführer SS
La 16e division SS « Reichsführer SS » ou la division « Reichsführer SS » (appellation allemande complète :  la 16. SS-Panzergrenadier-Division « Reichsführer SS » ; soit en français : la « 16e division SS d'infanterie mécanisée « Reichsführer SS ») est l'une des 38 divisions de la Waffen-SS durant la Seconde Guerre mondiale.
L’unité est issue du bataillon personnel du Reichsführer-SS, Heinrich Himmler.
Des membres de la division ont participé aux massacres de Sant’Anna di Stazzema le 12 août 1944, de Fivizzano les 19 et 24 août, de Vinca les 24 et 27 août, et de Marzabotto les 29 et 30 septembre 1944, en Italie.

## Création et différentes dénominations
Octobre 1943 : création de la 16. SS-Panzergrenadier-Division « Reichsführer SS » à Laibach à partir de la SS Sturmbrigade « Reichsführer SS »  (bataillon chargé de la protection de Heinrich Himmler) et d'éléments nouvellement créés.
Recrutement : Allemands et Volksdeutsche 

Emblème : écusson de col du Reichsführer-SS

Effectif maxi : 12 720 hommes

## Théâtres d'opérations
- Octobre 1943 : création de l'unité[2].
- 1943 : combats en Corse contre la résistance et troupes franco-italiennes, dont la bataille de Levie perdue le 17 septembre 1943[3],[4] et celle du col de Teghime au-dessus de Bastia, perdue le 2 octobre 1943.
- Octobre 1943 à février 1944 : Yougoslavie.
- Février à mai 1944 : Italie et Hongrie.
- Mai à juin 1944 : Allemagne.
- Juin 1944 :  la division « Reichsführer SS » rejoint l'Italie  se bat à Grosseto puis Carrare.
- Octobre 1944 : sous les ordres du SS-Brigadeführer Max Simon, elle est à Bologne avec le 1er Fallschirm-Korps de la 10. Armee.
- Début 1945 : la division est transférée au groupe d'armées Sud (Heeresgruppe Süd) ; elle se bat en Styrie où elle est capturée par l'Armée rouge en mai 1945.

## Historique
En novembre 1943, la division libère un bataillon du SS Polizei Regiment 19 assiégé à Novo Mesto, en Slovénie par les partisans. 
Elle fait plus de 2 000 victimes civiles en Italie, dont 560 à Sant'Anna di Stazzema à l'été 1944 et 770 à Marzabotto fin septembre 1944. Dans les deux cas, il s'agit de l'assassinat de la totalité de la population de deux villages, hommes, femmes et enfants, sans que le moindre lien ne soit établi entre les victimes et les partisans.
Le massacre de Marzabotto est particulièrement révélateur de la différence de comportement entre la Wehrmacht et la Waffen-SS. Lors d'une première opération de représailles contre les partisans de Stella Rossa, en mai 1944, l'armée régulière incendie plusieurs habitations et assassine cinq hommes adultes ; dans le même contexte, quatre mois après, la Waffen-SS élimine toute la population civile, femmes, enfants, vieillards et quelques hommes. Il s'agit du plus important massacre de civils sur le front de l'Ouest.
Transférée en Hongrie en 1945, elle participe à la bataille du lac Balaton.

## Commandants divisionnaires
- Février 1943 - octobre 1943 : SS-Obersturmbannführer Karl Gesele (de)
- Octobre 1943 - octobre 1944 : SS-Gruppenführer Max Simon
- Octobre 1944 - mai 1945 : SS-Brigadeführer Otto Baum

## Ordre de bataille
En octobre 1943
- SS-Panzergrenadier Régiment 35,
- SS-Panzergrenadier Régiment 36,
- SS-Panzer-Aufklärungs Abteilung 16, (reconnaissance)
- SS-Sturmgeschutz Abteilung 16, (canons automoteurs)
- SS-Panzer Jäger Abteilung 16, (chasseur de chars)
- SS-Pionier Abteilung 16,
- SS-Artillerie Régiment 16,
- SS-Flak Abteilung 16,

En juin 1944
- SS-Panzergrenadier Régiment 35,
- SS-Panzergrenadier Régiment 36,
- SS-Panzer-Aufklärungs Abteilung 16, (reconnaissance)
- SS-Panzer Abteilung 16,
- SS-Panzer Jäger Abteilung 16, (chasseur de chars)
- SS-Pionier Abteilung 16,
- SS-Artillerie Régiment 16,
- SS-Flak Abteilung 16,
- SS-Sanitäts Abteilung 16,
- SS-Feldgendarmerie Kompanie.